# Robert Lechner
Robert Lechner, född den 22 januari 1967 i Bruckmühl, Tyskland, är en västtysk tävlingscyklist som tog OS-brons i tempoloppet vid olympiska sommarspelen 1988 i Seoul. 